# Чуцкаев, Сергей Егорович
Серге́й Его́рович Чуцка́ев (6 [18] марта 1876, Сугат — 1 марта 1944, Свердловск) — советский государственный и партийный деятель.

## Биография
Родился 6 марта (18 марта по новому стилю) 1876 года в деревне Сугат Камышловского уезда Пермской губернии в семье железнодорожного служащего.
В 1895 году окончил екатеринбургскую гимназию № 9. В 1895—1896 годах учился в Казанском университете, в 1896—1897 годах в Санкт-Петербургском университете, в 1902—1904 годах — в Гейдельбергском университете. Несмотря на это законченного высшего образования не имел.
Участник революционного движения с гимназического возраста. С 1896 года участвовал в деятельности Петербургского «Союза борьбы за освобождение рабочего класса». В марте 1897 года впервые был арестован за участие в Ветровской демонстрации. В мае 1897 года вновь подвергся аресту, после чего находился год в предварительном заключения и 2 года — в ссылке.
Член РСДРП с августа 1903 года. С 1905 года — член Екатеринбургского, затем Уральского областного комитетов РСДРП, за что в 1907 году подвергался аресту и тюремному заключению.
В 1909—1911 годах занимался журналистикой, работал хроникером в газете «Уральская жизнь». В 1912—1915 годах был секретарём Челябинской уездной и Оренбургской губернской земских управ.
Принимал активное участие в революционных событиях 1917 года на Урале. Последовательно занимал должности: помощника Оренбургского губернского комиссара Всероссийского Временного правительства; члена Оренбургского комитета РСДРП, городского совета депутатов и гласного Оренбургской городской думы. Был избран городским головой Екатеринбурга; депутатом Всероссийского Учредительного собрания; председателем исполкома Екатеринбургского городского и членом Уральского областного советов; членом коллегии Уральской областной ЧК.
С августа 1918 по январь 1921 года жил в Москве, был членом коллегии и заместителем наркома финансов РСФСР, входил в состав Малого СНК. С 8 февраля по 1 ноября 1921 года — заместитель председателя, затем председатель Сибревкома (до июня 1922 года). Одновременно состоял членом Сиббюро ЦК РКП(б).
С лета 1922 года вновь работал в Москве: член коллегии наркомата финансов, член коллегии и заместитель наркома РКИ СССР.
С марта 1927 по 1929 год — председатель Дальневосточного краевого исполкома советов, избирался членом бюро крайкома ВКП(б).
В 1929—1933 годах и в 1935 году являлся председателем бюджетной комиссии ЦИК СССР. В 1933—1935 годах — полпред СССР в Монгольской Народной Республике.
В 1935 году возглавил Комитет по землеустройству трудящихся евреев при Президиуме совета национальностей ЦИК СССР.
В 1938 году за «грубые политические ошибки» был исключён из партии, но арестован не был. С сентября 1938 года жил и работал в Камышлове, затем — в Свердловске.
Умер 1 марта 1944 года в Свердловске.
Чуцкаев избирался делегатом с XII по XVII съезд ВКП(б), XVI партийной конференции, Всероссийских и Всесоюзных съездов Советов. Член Центральной контрольной комиссии ВКП(б) (1923—1927), кандидат в члены Президиума ЦКК (1923—1924), член Президиума и кандидат в члены Секретариата ЦКК (1924—1927). Кандидат в члены ЦК ВКП(б) (1927—1934). Член Центральной ревизионной комиссии ВКП(б) (1934—1938). Неоднократно избирался членом ВЦИК и ЦИК СССР; в 1929—1933 и 1935—1938 годах был членом Президиума ЦИК СССР.

## Память
- Улица Чуцкаева в Екатеринбурге.